# FC Spaeri
FC Spaeri (gruzínsky საფეხბურთო კლუბი სპაერი) je gruzínský fotbalový klub se sídlem v Tbilisi. Klub soutěží v druhé nejvyšší gruzínské soutěži. Spolu s Gagrou jsou jediným klubem, který vyhrál gruzínský pohár v době, kdy hrál druhou ligu. Klub vyhrál pohár v roce 2024.
Byl založen v roce 2017 a domácí zápasy hraje na Spaeri Stadium.

## Spaeri v evropských soutěžích
| Ročník    | Soutěž                | Fáze        | Soupeř        | Doma | Venku | Celkem |
| --------- | --------------------- | ----------- | ------------- | ---- | ----- | ------ |
| 2025/2026 | Konferenční liga UEFA | 2. předkolo | Austria Vídeň | 0:2  | 0:5   | 0:7    |